# Maggotty
Maggotty, miejscowość położona w regionie Saint Elizabeth w południowo-zachodniej części wyspy Jamajka nad rzeką Black River. 

## Atrakcje turystyczne
- kanion rzeki Black River;
- park Apple Valley[2].